# Mo Mahoney
Francis H. "Mo" Mahoney (Brooklyn, Nueva York, 20 de noviembre de 1927-Pittsfield, Massachusetts, 29 de abril de 2008) fue un jugador de baloncesto estadounidense que disputó dos temporadas en la NBA, además de jugar en el equipo semiprofesional de los Lenox Merchants. Con 1,88 metros de estatura, jugaba en la posición de alero.

## Trayectoria deportiva

### Universidad
Jugó durante su etapa universitaria con los Bears de la Universidad Brown, siendo hasta la fecha uno de los dos únicos jugadores de dicha universidad en llegar a la NBA.

### Profesional
Fue elegido en la sexagésimo primera posición del Draft de la NBA de 1950 por Boston Celtics, donde no debutó hasta dos años más tarde, jugando únicamente 6 partidos de temporada regular, más otros cuatro de playoffs, promediando 2,0 puntos y 1,2 rebotes.
Al año siguiente fue traspasado junto con Herm Hedderick, Jim Doherty y Vernon Stokes a Baltimore Bullets a cambio de Don Barksdale, pero únicamente disputó dos partidos en los que no anotó ni un solo punto.
Acabó su carrera jugando en los Lenox Merchants, un equipo semiprofesional no adscrito a ninguna liga, que disputaba partidos y torneos amistosos, y que llegó a derrotar a varios equipos NBA.

## Estadísticas de su carrera en la NBA

### Temporada regular
| Temporada | Edad | Equipo            | Liga | P | TIT | MIN | TC  | TCA | %TC  | 3P | 3PA | %3P | TL  | TLA | %TL  | R.OF. | R.DEF. | REB | ASIS | ROB | TAP | PER | FP  | PTS |
| 1952-53   | 25   | Boston Celtics    | NBA  | 6 |     | 5.7 | 0.7 | 1.7 | .400 |    |     |     | 0.7 | 0.8 | .800 |       |        | 1.2 | 0.2  |     |     |     | 1.2 | 2.0 |
| 1953-54   | 26   | Baltimore Bullets | NBA  | 2 |     | 5.5 | 0.0 | 1.0 | .000 |    |     |     | 0.0 | 0.0 |      |       |        | 1.0 | 0.5  |     |     |     | 0.0 | 0.0 |
| Total     |      |                   | NBA  | 8 |     | 5.6 | 0.5 | 1.5 | .333 |    |     |     | 0.5 | 0.6 | .800 |       |        | 1.1 | 0.3  |     |     |     | 0.9 | 1.5 |

### Playoffs
| Temporada | Edad | Equipo         | Liga | P | MIN | TCA | TC | 3PA | 3P | TLA | TL | R.OF. | REB | ASIS | ROB | TAP | PER | FP | PTS | %TC  | %3P | %FT  | MIN  | PTS | REB | AST |
| 1952-53   | 25   | Boston Celtics | NBA  | 4 | 45  | 3   | 14 |     |    | 3   | 5  |       | 7   | 2    |     |     |     | 14 | 9   | .214 |     | .600 | 11.3 | 2.3 | 1.8 | 0.5 |
| Total     |      |                | NBA  | 4 | 45  | 3   | 14 |     |    | 3   | 5  |       | 7   | 2    |     |     |     | 14 | 9   | .214 |     | .600 | 11.3 | 2.3 | 1.8 | 0.5 |